# La Grange, Doubs
La Grange är en kommun i departementet Doubs i regionen Bourgogne-Franche-Comté i östra Frankrike. Kommunen ligger i kantonen Maîche som tillhör arrondissementet Montbéliard. År 2022 hade La Grange 97 invånare.

## Befolkningsutveckling
Antalet invånare i kommunen La Grange
Referens:INSEE